# Dasychira hypochlora
Dasychira hypochlora är en fjärilsart som beskrevs av Collenette 1939. Dasychira hypochlora ingår i släktet Dasychira och familjen tofsspinnare. Inga underarter finns listade i Catalogue of Life.